# Volley Aalst
O Volley Aalst', é um clube polidesportivo belga  da cidade de Aalst com destaque de voleibol. 

## Histórico
Fundado como "VC Lennik", patrocinado pelo " Pepe Jeans Lennik", mais tarde como "VC Euphony Asse-Lennik", tornou-se um dos principais clubes da Bélgica na década de 1980, quando conquistou sua primeira taça nacional em 1985-86, repetindo o feito em 1986-87, conquistando a primeira Copa da Bélgica em 1986.Entre 1986 e 1988, participando com este título em algumas taças europeia. O grupo conquistou o tricampeonato na Copa Belga nas temporadas 1991-92 e 1992-93.
Após um hiato de êxitos perdurou até 1998-99, quando subiu ao pódio nacional na terceira posição, repetindo o feito até 2009-10.Chegando a final na temporada 2010-11, terminando vice-campeão, obtendo a promoção para a Liga dos Campeões. Os títulos são conquistados na Copa da Bélgica de 2014-15 e na Supercopa da Bélgica em 2015.
Em 2016 o clube muda de sede, após demolição do Sporthal Molenbos de Zellik, onde atuava desde 1996, transferindo-se para o Sportcentrum Schotte em Aalst, ocorrendo a refundação com o nome de Volley Aalst, por questões de patrocínio passa a competir com nome de "Lindemans Aalst".

## Títulos
Liga dos Campeões
 Taça CEV
 Challenge Cup

 Campeonato Belga
- Campeão:1986-87, 1987-88
- Finalista:1984-85, 1988-89, 1992-93, 2010-11, 2011-12, 2014-15
- Terceiro lugar:1985-86, 1991-92, 1998-99, 1999-00,2000-01, 2001-02, 2004-05, 2005-06, 2006-07, 2007-08, 2008-09, 2009-10, 2016-17, 2017-18, 2018-19
- Quarto lugar:2013-14, 2015-16

 Copa da Bélgica
- Campeão:1984-85, 1991-92, 1992-93, 2014-15
- Finalista:1999-00, 2004-05, 2009-10, 2011-12,2018-19, 2019-20

 Supercopa Belga
- Campeão:2015